# D'Angelo Harrison
D'Angelo Damon Harrison (Anchorage, Alaska, 8 de agosto de 1993) es un jugador de baloncesto estadounidense que pertenece a la plantilla del Universo Treviso Basket de la Lega Basket Serie A italiana. Con 1,93 metros de estatura, juega en la posición de escolta.

## Trayectoria deportiva

### Universidad
Jugó durante cuatro temporadas con los Red Storm de la Universidad St. John's, en las que promedió 17,4 puntos, 4,7 rebotes, 2,4 asistencias y 1,3 robos de balón por partido. En 2014 recibió el Premio Haggerty al mejor jugador universitario del Área Metropolitana de Nueva York. Ese año y al siguiente fue incluido en el mejor quinteto de la Big East Conference.

### Profesional
Tras no ser elegido en el Draft de la NBA de 2015, en el mes de junio firmó su primer contrato profesional con el Uşak Sportif de la Türkiye Basketbol Süper Ligi, la primera división turca. En su primera temporada en el equipo promedió 13,0 puntos, 3,1 rebotes y 2,6 asistencias por partido, que le sirvieron para ganarse la renovación por una temporada más.